# 黄志芳
黄 志芳（こう しほう、ファン・ジーファン、ジェームズ・ファン、1958年〈民国47年〉9月14日 - ）は、中華民国（台湾）の政治家。元外交部長。中華民国対外貿易発展協会（台湾貿易センター、TAITRA）の董事長を務めている。

## 略歴
台南第一高級中学から台湾大学に進学。当初は農学を学んでいたが、大学2年生の時に政治学部国際関係学科に移った。
大学卒業後、中華民国外交部に入り、駐米代表処国会組組長、北美司第一科科長、同専門委員などを歴任した。1999年からは行政院大陸委員会の職に就き、連絡所副所長、専門委員、研究委員として、何度もAPEC閣僚会議に参加した。
2002年、蔡英文に推薦され総統府公共事務室主任に就任。2004年には総統府副秘書長（官房副長官）に昇進し、より重要な外交任務を担当することとなった、当時の陳水扁総統から高く評価される。外交部と大陸委員会での経験を生かし、2004年アテネパラリンピックにおいては、陳水扁総統の妻である呉淑珍に随行して、出席に尽力した。さらに、陳水扁総統とともに国交の無い国々との「過境外交」を積極的に推進し、陳水扁総統に随行して、また時に単身で外遊し、その回数は30回近くに及んだ。
2006年1月より2008年5月まで外交部長を務めた。
2016年に蔡英文政府の「総統府新南向政策事務室」主任就任。
2017年に中華民国対外貿易発展協会の董事長（会長）に転じた。中華民国対外貿易発展協会（TAITRA）は2020年に成立50周年を迎えるにあたり、新たな政策方向を発表しました。
1.	＜対東南アジア＞新南向政策2.0：現行のTaiwan Expo見本市以外に、台湾ブランドの宣伝及び現地販売チャネルとの連結を促す。
2.	＜対米国＞台米パートナーシップ2.0：台米ビジネス交流センターを設立、両国間の貿易、投資、スタートアップ交流、サプライチェーン構築及び第三国市場の共同開発を促す。
3.	＜対日本＞台日GNT企業提携と第三国市場の共同開拓を促す。
4.	＜対中国＞内需市場を継続開拓
5.	＜対中東＞中東地域のニュービジネスを開発
6.	＜対アフリカ＞継続的にビジネスを開拓
7.	全世界のトップ企業との連結を強化

## 対日関係の重要談話：
- 対外貿易協会は、JETROと共同で第三地域市場での日台企業の成功事例のヒアリング、「日台協力成功事例説明会」及び「日台産業仕入れ協力商談会」を推し進めている。将来的には双方提携の基礎とする計画で、双方の提携基礎をより一層深め、南方市場開拓の機会を求める手助けにしていくとのこと。黄志芳は以前、自身には産業実務の経験があることに触れ、実家がちょうど機械設備の部品を製造しており、東南アジアを唯一の輸出先として繁栄を謳歌しながらも、一般の中小企業と同じく経営上の様々な難題にも直面したと述べている。黄志芳は2008年以来、常に業界を開拓し続け、その領域は文化創造産業やグリーン建築、鉄鋼、及びマネジメントコンサルティングなどにまたがっている。[1]
- 対外貿易協会は、台湾政府が新南向政策を強力に推し進めるなかで、日本企業は良き提携パートナーとなりうるため、昨年より日本企業との提携による第三国市場プロジェクトを全力で推進している。そして黃志芳、徐大衛・経済部国際貿易局副局長、葉明水・対外貿易協会事務長は、今回の出展の機会を利用して、JETROや重要な在日台湾企業のトップも訪問し、双方の経済貿易及び産業協力の可能性について話し合うと述べた。また対外貿易協会は、現在すでにJETROと共同で第三地域市場における日台企業の成功事例のヒアリング、「日台協力成功事例説明会」、「日台産業仕入れ協力商談会」等のプロジェクトを推し進めており、将来的には双方の提携基礎をより一層深めたうえで、南方市場開拓の機会を求めていくとしている。[2]
- 先ごろ帰国した黄志芳・対外貿易協会董事長（会長）は、日台の産業は相互補完性が強く、昨年以来すでに9件のASEAN市場共同開拓の事例があり、今後さらに協力を拡大していくと指摘した。[3]
- 対外貿易協会は、昨年から日本企業との提携による第三国市場開発を推進しており、現在はJETROと共同で第三地域市場での成功事例のヒアリング、「日台協力成功事例説明会」、「日台産業仕入れ協力商談会」開催などのプロジェクトを推し進めており、将来的には相互協力をより一層深め、更に多くの南方市場開拓の機会を求めていく。[4]

- 台湾と日本のビジネス提携について、引き続き、日本の大手商社との交流及び提携を通じて、両国企業が共に東南アジアなど世界各地にサプライチェーンを構築し、両国間のウイン-ウインの関係を創出していく。